# Edmund Leighton

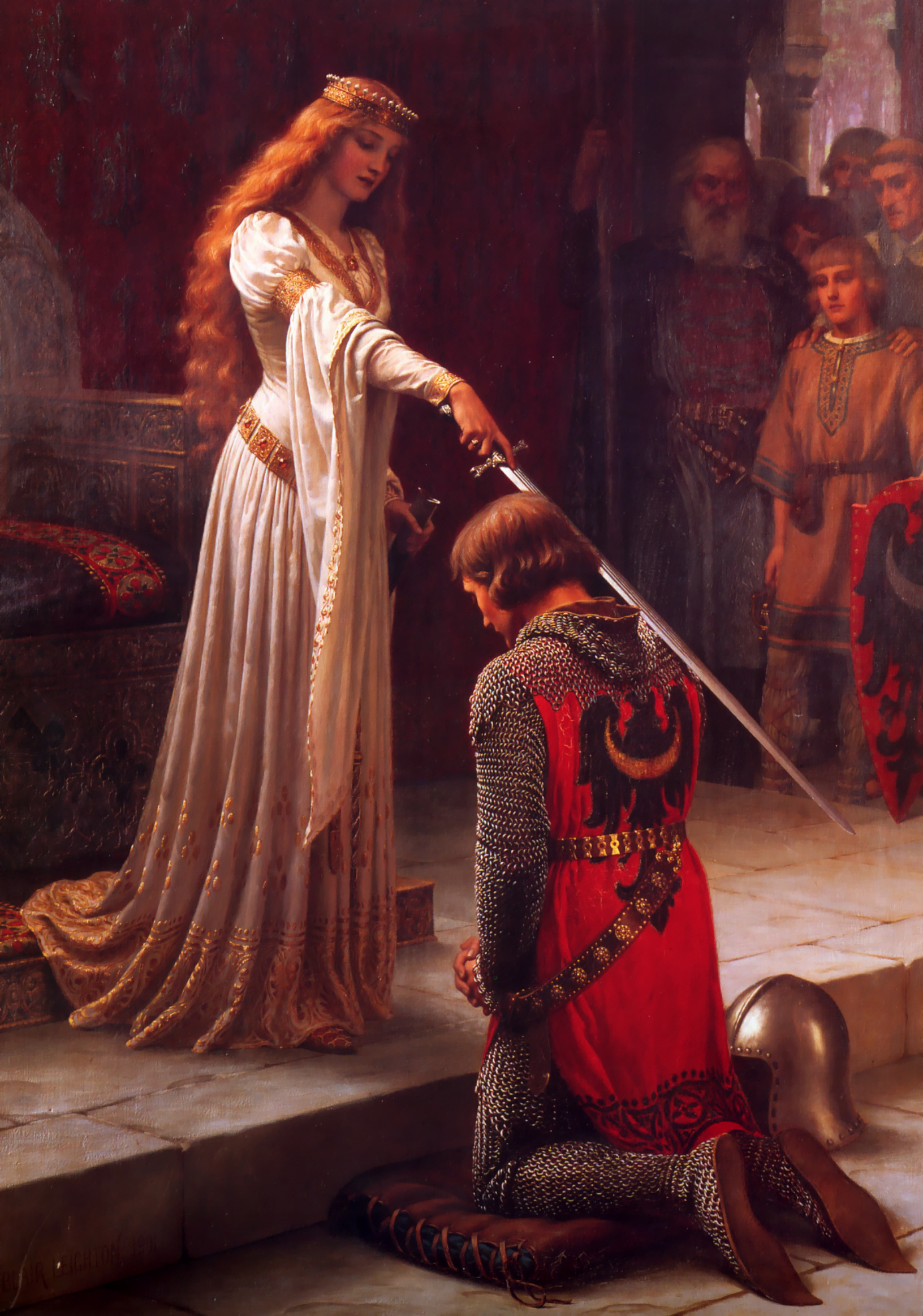
The Accolade ('de ridderslag') (1901)

Edmund Blair Leighton (Londen, 21 september 1853 – aldaar, 1 september 1922) was een Engels kunstschilder die historische taferelen schilderde, hoofdzakelijk uit het tijdperk van de Regency en de Middeleeuwen. Hij deed dit in een prerafaëlitische en romantische stijl.

## Levensloop
Zijn vader was de kunstschilder Charles Blair Leighton. Hij werd opgeleid aan de University College School en de Royal Academy of Arts. In 1885 trouwde hij met Katherine Nash; ze kregen een zoon en een dochter.
Van 1878 tot 1920 liet hij elk jaar zijn schilderijen op de Royal Academy tentoonstellen.

## Kunstwerken
- Old Times (1877)
- Till Death Us Do Part (1878)
- The Dying Copernicus (1880)

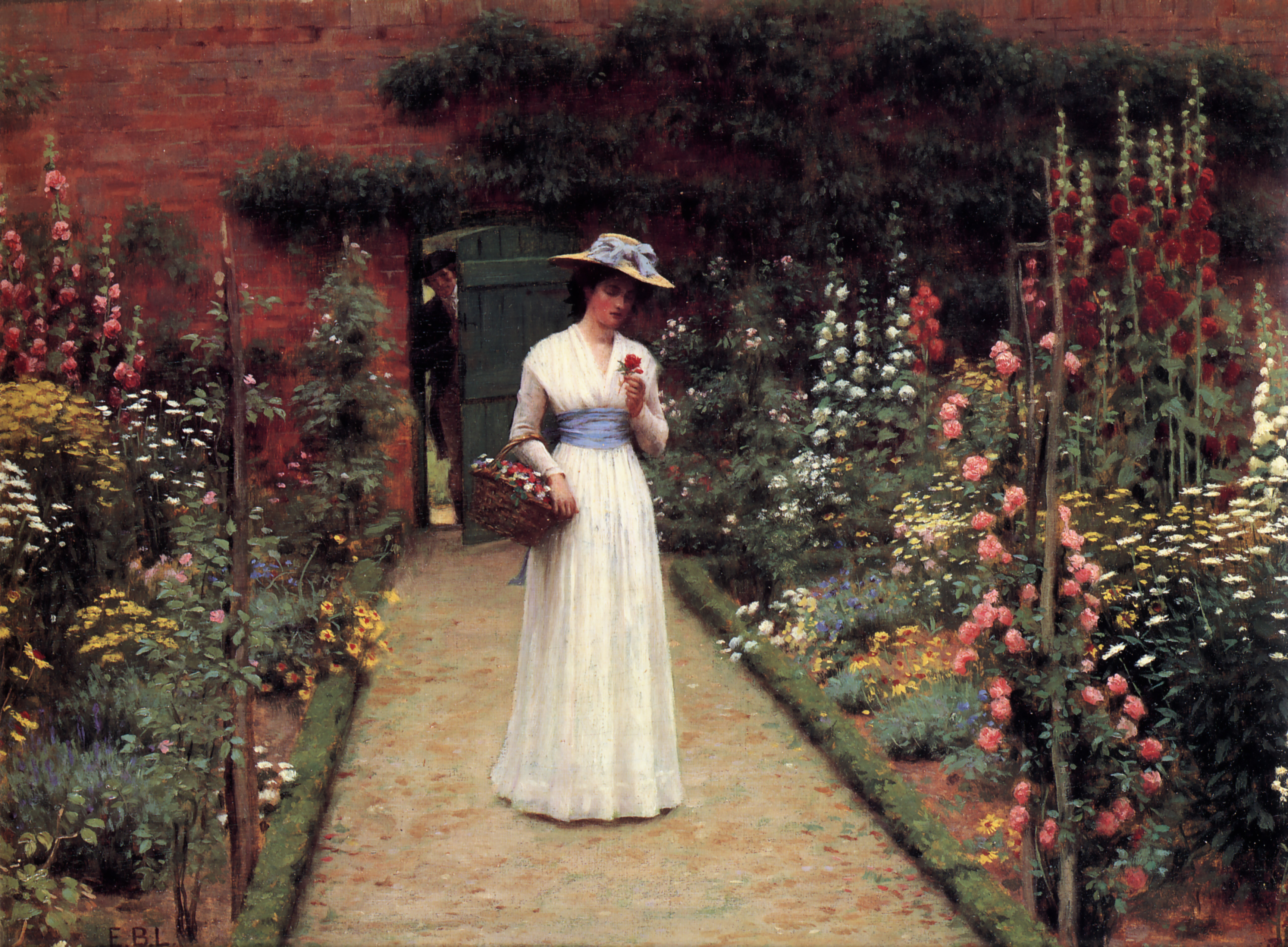
Lady in a Garden

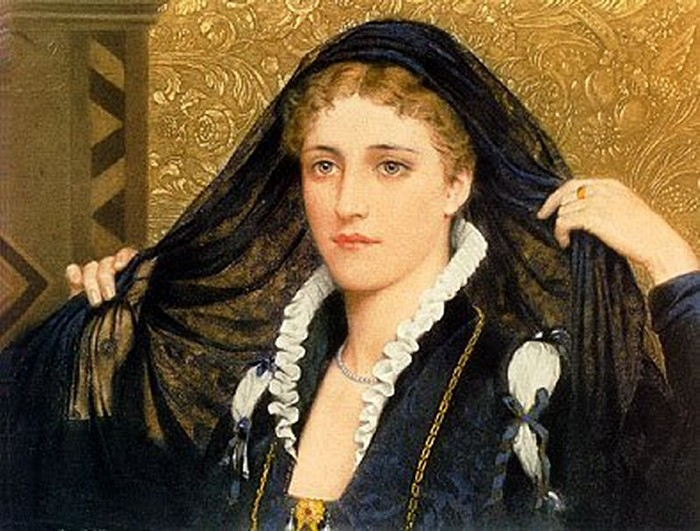
Olivia (1888)

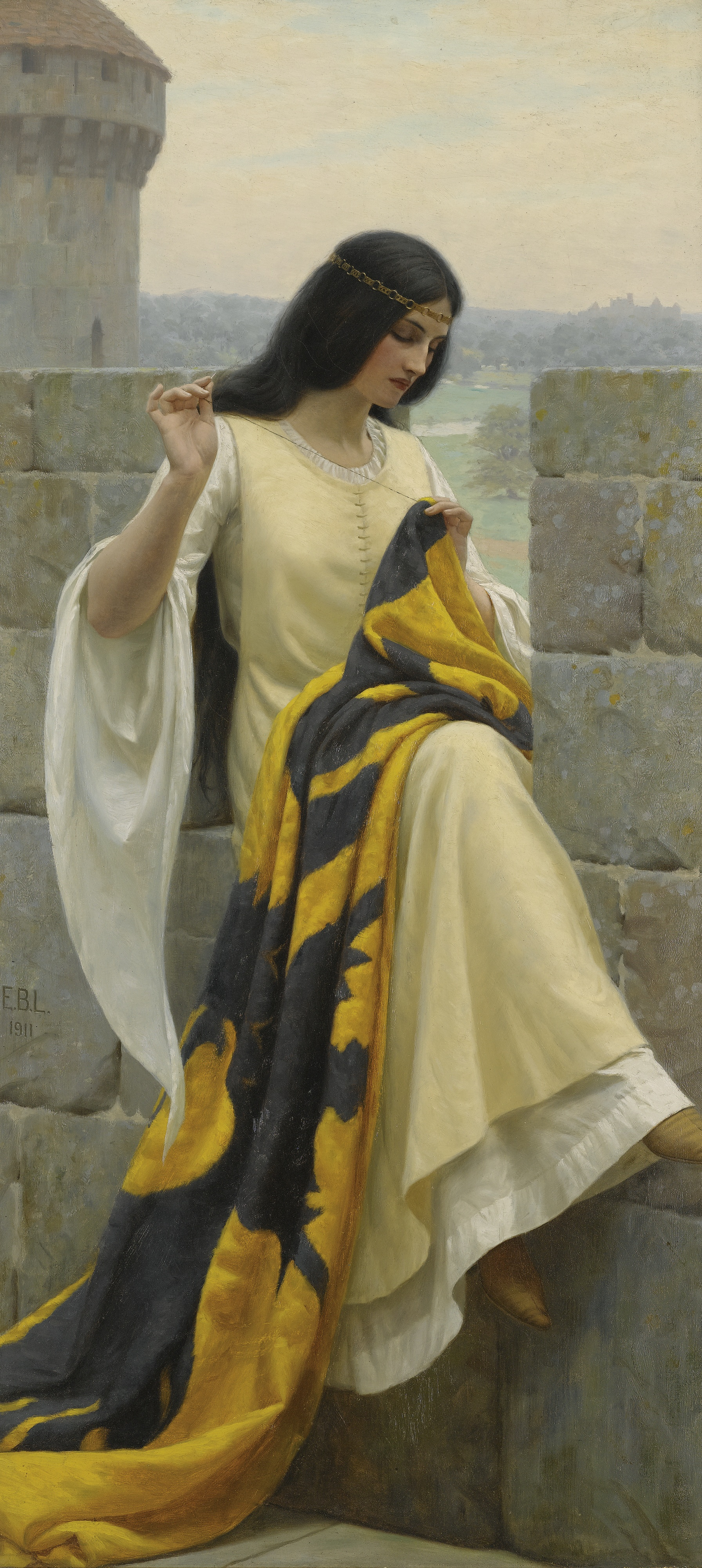
Stitching the Standard

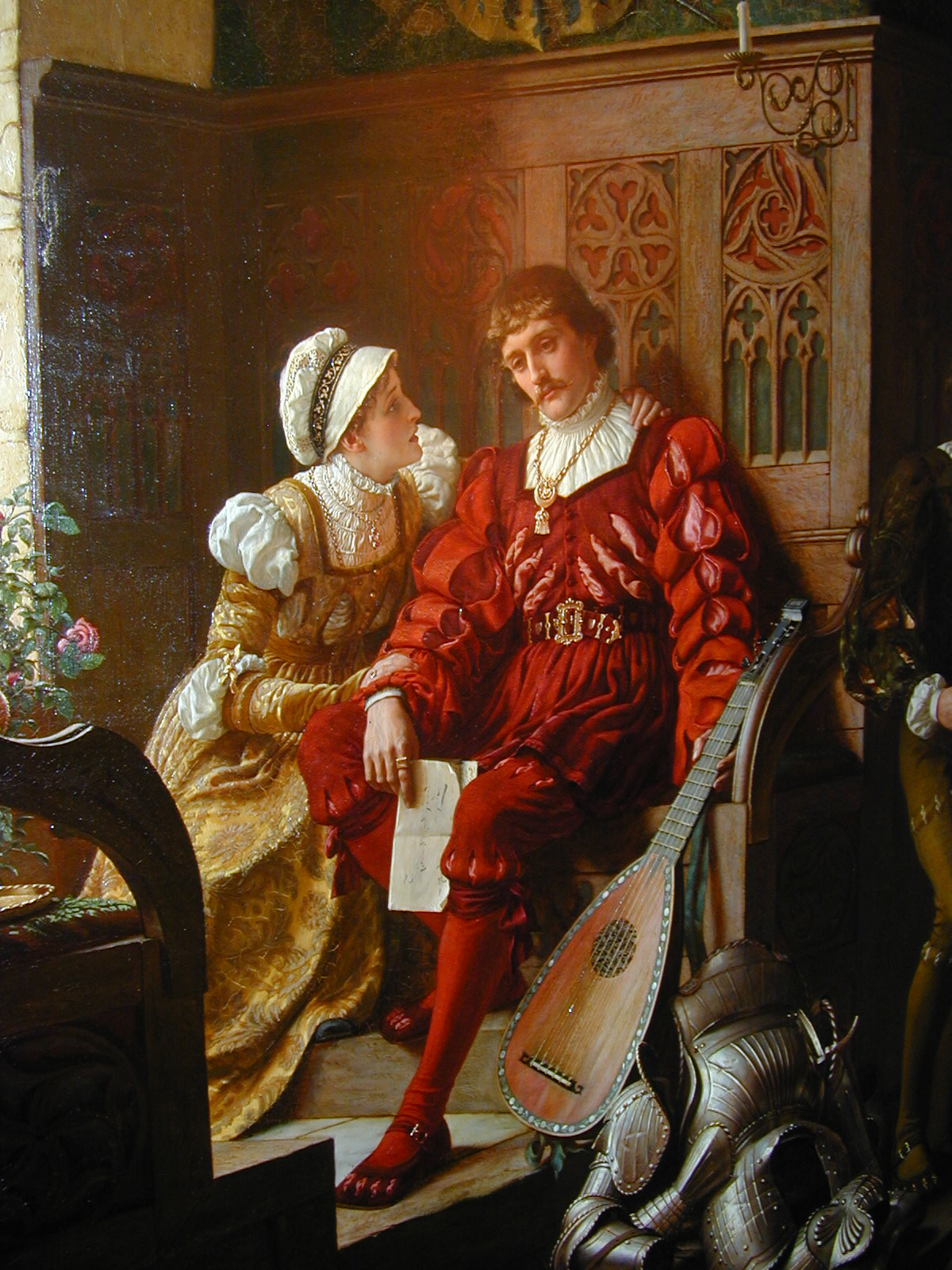
Duty (1883)

- Abaelard and his Pupil Heloise (1882)
- Duty (1883)
- The Gladiator's Wife (1884)
- The Rehearsal (1888)
- Call To Arms (1888)
- A Stolen Interview (1888)
- Olivia (1888)
- How Liza Loved the King (1890)
- Lay thy sweet hand in mine and trust in me (1891)
- Lady Godiva (1892)
- Two Strings (1893)
- Launched in Life (1894)
- My Next-Door Neighbour (1894)
- Waiting for the Coach (1895)
- A Favour (1898)
- The King and the Beggar-maid (1998)
- Off (1899)
- God Speed! (1900)
- On the Threshold (1900)
- The Accolade (1901)
- Adieu (1901)
- Lilac (1901)
- Tristan and Isolde (1902)
- Alain Chartier (1903)
- My Lady's Garden (1905)
- Tristan and Isolde (1907)
- The Dedication (1908)
- The Shadow (1909)
- The Key (1909)
- Pelleas & Melisande (1910)
- To the Unknown Land (1911)
- Stitching the Standard (1911)
- The Boyhood of Alfred The Great (1913)
- My Fair Lady (1914)
- A Nibble (1914)
- The Wedding March (1919)
- The Lord of Burleigh, Tennyson (1919)
- Sweet Solitude (1919)
- After Service (1921)
- A Girl in a Garden of Flowers (1921)
- Signing the Register
- The Fond Farewell
- Lord of the Manor
- Sorrow and Song
- Lady in a Garden
- The Charity of St. Elizabeth of Hungary
- The Rose's Day
- End of the Song
- Knighted
- Waiting
- Cromwell dissolving the Long Parliament
- Forest Tryst
- Sweets to the Sweet
- Courtship
- Con Amore
- The Request